# Блафорд (Илиноис)
Блафорд (енгл. Bluford) град је у америчкој савезној држави Илиноис.

## Демографија
По попису из 2010. године број становника је 688, што је 97 (-12,4%) становника мање него 2000. године.
| Група             | 2000.       | 2010.       |
| Белци             | 770 (98,1%) | 678 (98,5%) |
| Афроамериканци    | 0 (0,0%)    | 2 (0,3%)    |
| Азијати           | 1 (0,1%)    | 0 (0,0%)    |
| Хиспаноамериканци | 9 (1,1%)    | 5 (0,7%)    |
| Укупно            | 785         | 688         |